# Жаклин Бракамонтес
Жаклин Бракамонтес (шп. Jacqueline Bracamontes) мексичка је глумица и фото-модел.

## Приватни живот и каријера
Најстарија је кћерка познатог фудбалског тренера Хесуса Бракамонтеса и Мексиканке белгијског порекла Жаклин Ван Хорде.
Има сестру Алину и брата Хесуса.
Била је одличан ђак у школи и родитељи се тиме највише поносе.
Са религиозним покретом Христови легионари путовала је у Америку на духовно прочишћење.
По завршетку средње школе отишла је у Француску како би научила језик.
По повратку у Мексико уписује факултет, смер Научна комуникација. Почиње да ради као модел за тинејџерске часописе и тада добија позив да учествује на избору за Мис.
Године 2000. је освојила прво место на избору за Мис Мексика и била представница на избору за Мис Света 2001. године у Порторику. Након тога одлучује да ради на телевизији.
Као велики љубитељ фудбала 2002. је била коментатор на Светском првенству у фудбалу, а 2008. године домаћин спортске емисије на радију Vision AM. Радила је и на Телевисином спортском каналу. Навија за клуб Chivas de Guadalajara из Гвадалахаре, који је тренирао њен отац.
Године 2003. улази у свет теленовела серијом Alegrijes y Rebujos у продукцији Роси Окампо. Добија награду за женско откриће године.
Године 2004. игра Марибел у серији Руби продуцента Хосе Алберта Кастра и постаје још популарнија.
Године 2006. добија прву главну улогу у теленовели Сломљено срце, а партнер јој је Гај Екер.
Године 2007. снима први филм Cuando las cosas suceden.
Године 2008. даје живот Канди, главном лику истоимене хумористичке теленовеле у којој игра поред Хаимеа Камила и Валентина Лануса.
Четири и по године била је у емотивној вези са глумцем Валентином Ланусом. Забављала са фудбалером Франсиском „Кикин“ Фонсеком и глумцем (бившим фудбалером) Артуром Кармоном. Од јануара 2008. године до маја 2009. године је била у вези са бизнисменом Фернандом Шоенвалдом.
Године 2009. игра трећу главну улогу, Марију Хосе у теленовели Магична привлачност продуценткиње Карле Естраде, а партнер јој је кубанац Вилијам Леви.
Године 2010. у Америци игра у представи Магична привлачност, базираној на истоименој серији.
На додели награда Premios Juventud 2010 осваја награду у категорији Девојка која ми одузима сан (Chica que me quita el sueño).
У децембру исте године објављује да је у осмомесечној вези са бизнисменом Мартином Фуентесом. Венчали су се у општини (Мексико) и цркви (Гвадалахара) у септембру и октобру 2011.
Говори три језика: шпански, енглески и француски.

## Филмографија:
| Година:   | Српски наслов:        | Оригинални наслов: | Улога:                                                               | Жанр:      |
| --------- | --------------------- | ------------------ | -------------------------------------------------------------------- | ---------- |
| 2010.     | /                     |                    | Ирма                                                                 | ТВ серија  |
| 2009.     | Магична привлачност   |                    | Марија Хосе Саманијего Миранда де Ломбардо Сандра Саманијего Миранда | теленовела |
| 2008.     | Канди                 |                    | Кандида „Канди“ Моралес Алкалде                                      | теленовела |
| 2007.     | /                     |                    | Сестра Лусија                                                        | филм       |
| 2006-2007 | Сломљено срце         |                    | Миранда Сан Љоренте де Арагон                                        | теленовела |
| 2006.     | Ружна Лети            |                    | Магали Руиз                                                          | теленовела |
| 2004.     | Руби                  |                    | Марибел де ла Фуенте                                                 | теленовела |
| 2004.     | /                     |                    | Анхелика Ривас                                                       | теленовела |
| 2002.     | /                     |                    | Ада де лос Диентес                                                   | теленовела |
| 2002.     | /                     |                    | Хоселин                                                              | теленовела |
| 2002.     | Између љубави и мржње |                    | Леонела                                                              | теленовела |

Као ТВ водитељка:
| Година: | Програм |
| ------- | ------- |
| 2007.   |         |
| 2003.   |         |
|         |         |
|         |         |
|         |         |
|         |         |

Позориште:
| Година: | Наслов: | Улога:                 |
| ------- | ------- | ---------------------- |
| 2010.   |         | Марија Хосе Саманијего |